# Ксения
Ксе́ния (др.-греч. ξενία «гостеприимство», или ξένος «чужой; чужеземный») — женское личное имя, распространённое преимущественно в России.
Производные имени Ксения, ставшие самостоятельными именами: Оксана, Аксинья. Латинизированные варианты имени: англ. Xenia — Зи́ния, нем. Xenia — Ксе́ния. Англ. Xena [ˈziː.nə] — форма Xenia.

## Именины
- Православные (даты даны по григорианскому календарю)[4]: 31 января, 6 февраля, 8 февраля, 20 марта, 16 мая, 26 августа, 15 сентября

## Святые

### До разделения
- преподобная Ксения Миласская, диаконисса, (в миру Евсевия) — 24 января/6 февраля
- мученица Ксения — 18 января (ст.ст.), Ксения Блаженная — 5 ноября

### Православные
- блаженная Ксения Петербургская, Христа ради юродивая — русская святая XVIII века, память 24 января/6 февраля[5]
- преподобная царица Ксения (в миру Ирина) — 13 августа (ст.ст.)

Новомученики:
- преподобномученица Ксения Петрухина — 7 марта (ст.ст.)
- мученица Ксения Радунь — воскресенье после 25 января (Собор новомучеников) (ст.ст.)
- преподобномученица Ксения Черлина-Браиловская — 2 сентября (ст.ст.)